# Seznam wormských biskupů

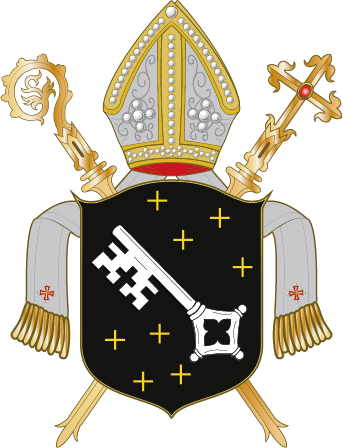
Znak wormské diecéze

Toto je seznam wormských biskupů, tj. biskupů a světících biskupů zaniklé římskokatolické wormské diecéze v dnešní německé spolkové zemi Porýní-Falc.

## Historické seznamy
Starší seznamy biskupů z období pozdní antiky a období stěhování národů nejsou k dispozici. První jisté jméno biskupa z Wormsu je z roku 614. Teprve na konce existence Východofranské říše se objevují první informace bez větších časových mezer.
Od roku 1792 bylo území diecéze na levém břehu Rýna a Wormského knížectví obsazeno francouzskými revolučními hordami, do roku 1801 postupně zcela sekularizováno a v roce 1803 zaniklo. Část diecéze na levém břehu Rýna byla dobyta nejprve francouzským velkobiskupstvím mohučským, poté německými biskupstvími mohučským a špýrským, zatímco pravostranní část existolvala do roku 1827 jako lampertheimský vikariát a později se rověnž stala součástí mohučské diecéze resp. částečně též freiburského arcibiskupství.

## Seznam wormských biskupů
| Jméno                                                  | od                                        | do                              |
| ------------------------------------------------------ | ----------------------------------------- | ------------------------------- |
| Viktor                                                 | jmenován k roku 346 ve zfalšované listině |                                 |
| Berthulf (též Berchtulf)                               | doložen roku 614                          |                                 |
| sv. Amandus                                            | jmenován roku 628                         |                                 |
| Chrodoald (též Krotold)                                | druhá polovina 7. století                 |                                 |
| sv. Rupert, snad Robertovec                            |                                           | 717 nebo 718                    |
| Ermbert                                                | 764 nebo dříve                            | 793                             |
| Bernhar                                                | před rokem 799                            | 826                             |
| Folkwin                                                | 826                                       | po roce 830                     |
| Samuel z Wormsu                                        | před rokem 840                            | 856                             |
| Gunzo                                                  | před rokem 858                            | 875                             |
| Adalhelm                                               | 875                                       | po roce 888                     |
| Thietlach                                              | před rokem 891                            | 914                             |
| Richowo                                                | 914                                       | 949                             |
| Hanno z Hesenska                                       | 950                                       | 978                             |
| Hildebold                                              | 978                                       | 998                             |
| Franko                                                 | 998                                       | 4. září 999                     |
| Erpo                                                   | 1. října 999                              | 3. října 999                    |
| Razo                                                   | 999                                       | 999                             |
| Burchard I.                                            | 1000                                      | 20. srpna 1025                  |
| Azecho                                                 | 1025                                      | 18. ledna 1044                  |
| Adalgar                                                | 3. února 1044                             | 20. července 1044               |
| Arnold I. nebo Arnulf                                  | 1044                                      | 1. května 1065                  |
| Adalbert I. z Rheinfeldenu                             | 1065                                      | 6. srpna 1070                   |
| Adalbert II.                                           | 1070                                      | 1107                            |
| Winther (sárský hrabě, protibiskup)                    |                                           | 1077                            |
| Eppo (protibiskup)                                     | 1090                                      | 1105                            |
| Konrád (protibiskup)                                   | 1099                                      | 1101                            |
| Burchard II. (též Buggo, Bucco nebo Burchard z Ahornu) | 1115                                      | 6. prosince 1149                |
| Konrád I. ze Steinach                                  | 1150                                      | 13. dubna 1171                  |
| Konrád II. ze Sternbergu                               | 1171                                      | 18. ledna 1192                  |
| Jindřich I. Maastrichtský                              | 1192                                      | 23. prosince 1195               |
| Leopold II. ze Schönfeldu                              | 1196                                      | 17. ledna 1217                  |
| Jindřich II. ze Saarbrückenu                           | 1217                                      | 12. září 1234                   |
| Landolf z Hohenecku                                    | 1234                                      | 8./11. června 1247              |
| Konrád III. z Dürkheimu                                | 1247                                      | 1247                            |
| Richard z Daunu                                        | 1247                                      | 29. listopadu 1257              |
| Raukrabě Eberhard I.                                   | 1257                                      | 23. března 1277                 |
| Raukrabě Fridrich I.                                   | 1277                                      | 17. února 1283                  |
| Šimon ze Schönecku                                     | 1283                                      | 22. října 1291                  |
| Eberhard II. ze Strahlenbergu                          | 1291                                      | 16. listopadu 1293              |
| Raukrabě Emicho I.                                     | 1294                                      | 24. července 1299               |
| Ebervín I. z Kronbergu                                 | 1299                                      | 13. dubna 1303                  |
| Imrich ze Schönecku                                    | 1307                                      | 10. února 1318                  |
| Jindřich III. z Daunu                                  | 1318                                      | 8. června 1319                  |
| Konrád IV. ze Schönecku                                | 1319                                      | 25. června 1329                 |
| Gerlach z Erbachu (spoluzvolen jako kandidát kapituly) | 1329                                      | 28. prosince 1332               |
| Salmann Cleman (spoluzvolen jako papežský kandidát)    | 1329                                      | 1359                            |
| Jetřich Bayer z Boppardu                               | 15. května 1359                           | 21. června 1365                 |
| Jan I. Schadland                                       | 1365                                      | 1. června 1370                  |
| Eckard von Dersch                                      | 1370                                      | 14. května 1405                 |
| Matyáš Krakovský                                       | 1405                                      | 5. března 1410                  |
| Jan II. z Fleckensteinu                                | 1410                                      | 18. května 1426                 |
| Eberhard III. ze Stettenbergu                          | 29. května 1426                           | 6. června 1426                  |
| Fridrich II. z Domenecku                               | 12. června 1426                           | 1. května 1445                  |
| Ludvík z Astu                                          | 1445                                      | 1445                            |
| Reinhard I. ze Sickingenu                              | 1445                                      | 12. srpna 1482                  |
| Jan III. z Dalbergu                                    | 1482                                      | 28. července 1503               |
| Reinhard II. z Rüppurru (též Rippur)                   | 1503                                      | 1524                            |
| Jindřich IV., porýnský falckrabě                       | 1524                                      | 3. ledna 1552                   |
| Jetřich II. z Bettendorfu                              | 1552                                      | 31. ledna 1580                  |
| Jiří ze Schönenbergu                                   | 22. srpna 1580                            | 11. srpna 1595                  |
| Filip I. z Rodensteinu                                 | 1595                                      | 21. března 1604                 |
| Filip II. Kratz ze Scharfensteinu                      | 4. května 1604                            | 7. června 1604                  |
| Vilém z Efferenu                                       | 1604                                      | 7. srpna 1616                   |
| Jiří Fridrich z Greiffenclau                           | 1616                                      | 6. července 1629                |
| Jiří Antonín z Rodensteinu                             | 1629                                      | 30. října 1652                  |
| sedisvakance                                           | 1652                                      | 1654                            |
| Hugo Eberhard Kratz ze Scharfensteinu                  | 1654                                      | 13. března 1663                 |
| Jan Filip I. hrabě ze Schönbornu                       | 1663                                      | 12. února 1673                  |
| Lothar Fridrich z Metternich-Burscheidu                | 1673                                      | 3. června 1675                  |
| Damian Hartard von der Leyen                           | 1675                                      | 6. prosince 1678                |
| Karel Jindřich z Metternich-Winneburgu                 | 9. ledna 1679                             | 26. září 1679                   |
| František Imrich Kašpar Waldbott z Bassenheimu         | 10. listopadu 1679                        | 11. června 1683                 |
| Jan Karel říšský svobodný pán z Franckensteinu         | 1683                                      | 29. září 1691                   |
| Ludvík Antonín, falckrabě Falcko-Neuburský             | 1691                                      | 4. května 1694                  |
| František Ludvík, falckrabě Falcko-Neuburský           | 1694                                      | 18. dubna 1732                  |
| František Jiří hrabě ze Schönborn-Buchheimu            | 1732                                      | 18. ledna 1756                  |
| Jan Fridrich Karel hrabě von Osteinu                   | 1756                                      | 4. června 1763                  |
| Jan Filip II. Freiherr von Walderdorff                 | 1763                                      | 12. ledna 1768                  |
| Imrich Josef Freiherr von Breidbach zu Bürresheim      | 1768                                      | 11. července 1774               |
| Fridrich Karel Josef říšský svobodný pán z Erthalu     | 1774                                      | 25. července 1802               |
| Karel Teodor z Dalbergu                                | 1802                                      | 1803 († 1817) - diecéze zrušena |

## Seznam světících wormských biskupů
| Jméno                               | od   | do              |
| ----------------------------------- | ---- | --------------- |
| Herbord z Tany                      | 1441 | 1448            |
| Šimon z Dürenu                      | 1457 | 1470            |
| Janes Dieburger OCist               | 1492 | 1502            |
| Leonhard Wisbach                    | 1480 | před rokem 1500 |
| Jan Leopold z Gudenu                | 1711 | 1713            |
| Johann Baptist Gegg                 | 1716 | 1730            |
| Jan Antonín Wallreuther             | 1731 | 1734            |
| Kristián Albert Antonín z Merle     | 1734 | 1765            |
| František Xaver Antonín ze Schebenu | 1765 | 1779            |
| Johann Valentin Heimes              | 1780 | 1801            |
| Stefan Alexander Würdtwein          | 1783 | 1796            |